# 中村沙樹
中村 沙樹（なかむら さき、1992年8月1日 - ）は、大阪府出身の元女子サッカー選手。ポジションはゴールキーパー。

## 来歴
2006年にJFAアカデミー福島に1期生として入る。
2008年10月にU-17女子ワールドカップに臨むU-17日本代表に選出された。大会ではグループステージ2試合にフル出場し、ベスト8だった。
2011年に大阪国際大学に進学、卒業後は愛媛FCレディースでプレーした。

## 代表歴
- U-17日本代表
  - 2008 FIFA U-17女子ワールドカップ; ベスト8（2試合出場）